# Хамелеон (роман)
Хамелеон (пол. Kameleon) — роман Рафала Косика, опублікований 2008 року видавництвом Powergraph (ISBN 978-83-61187-05-9). Вважається одним з найпрестижніших польських науково-фантастичних романів. Також отримав наступні нагороди у 2008-2009 роках:
- Головна нагорода літературної премії імені Єжи Жулавського,
- Меморіальної премії імені Януша Зайделя у категорії "найкращий роман"[1],
- Премія «Сфінкс» у категорії польська книга року.

## Фабула
Поблизу теоретично дикої планети Рутар Ларки, прибуває рятувальна місія щоб з'ясувати причини катастрофи дослідницької експедиції котра відбулась багато років тому. На подив рятувальників на планеті вони зустріли декілька мільйонів людей, а створювана ними цивілізація, технологічно розвинена та більш-менш схожа на Землю приблизно в 17 столітті. На цій планеті у неймовірному темпі постають нові винаходи, і серед жителів поступово поширюються соціально-революційні ідеї. Окрім того, тривожні речі починають відбуватися на рятувальному кораблі ...
Дія роману відбувається з 2 сюжетних ліній. Основна дія відбувається на поверхні планети, де відбувається війна між двома воюючими державами, і за сценою дослідження цілої групи вчених. Друга лінія стосується долі рятувальної місії, члени якої уже знаходяться на кораблі далеко від Рутар Ларки.